# Jazyky Evropské unie
Jazyky Evropské unie jsou jazyky užívané v členských státech Evropské unie (EU).
EU má 24 úředních jazyků, z toho tři (angličtina, francouzština a němčina) mají vyšší status "pracovních" jazyků Evropské komise (Evropský parlament akceptuje všechny úřední jazyky jako pracovní jazyky). Jeden jazyk (irština) měl nižší status „smluvního jazyka“, než byl v roce 2007 povýšen na úřední a pracovní jazyk. Dočasně, až do roku 2022, bylo však zrušeno jeho postavení jako pracovního jazyka kvůli problémům s hledáním kvalifikovaných překladatelů a tlumočníků. Tři pracovní jazyky (angličtina, francouzština a němčina) jsou jazyky používané při každodenní práci institucí EU. Označení irštiny jako „smluvního jazyka“ znamená, že do irštiny byly překládány pouze smlouvy Evropské unie, zatímco právní akty Evropské unie přijaté na základě těchto smluv (jako směrnice a nařízení) nemusely být překládány. Lucemburština a turečtina (které mají oficiální status úředních jazyků v Lucembursku a na Kypru) jsou jedinými dvěma úředními jazyky členských států EU, které nejsou úředními jazyky EU.
EU tvrdí, že je nakloněna jazykové rozmanitosti. Tato zásada je zakotvena v Listině základních práv EU (článek 22) a ve Smlouvě o Evropské unii (čl. 3 odst. 3 SEU).
V Evropské unii za jazykovou politiku odpovídají členské státy. EU nemá společnou jazykovou politiku. Instituce Evropské unie hrají v této oblasti podpůrnou roli na základě principu „subsidiarity“. EU vybízí všechny své občany, aby hovořili vícejazyčně; konkrétně je povzbuzuje, aby byli schopni mluvit kromě svého rodného jazyka i dvěma dalšími jazyky. Přestože má EU v této oblasti velmi omezený vliv, protože za obsah vzdělávacích systémů odpovídají jednotlivé členské státy, řada programů financování EU aktivně podporuje studium jazyků a jazykovou rozmanitost.
Nejrozšířenějším jazykem v EU je angličtina, které rozumí 44 % všech dospělých. Němčina je nejpoužívanějším mateřským jazykem, hovoří jí 18 % populace. Všechny úřední jazyky EU jsou přijímány jako pracovní jazyky, ale v praxi se běžně používají pouze tři - angličtina, francouzština a němčina - z nich je angličtina nejčastěji používaná. Francouzština je úředním jazykem ve všech třech městech, která jsou politickými centry Unie: Brusel (Belgie), Štrasburk (Francie) a Lucemburk (Lucembursko).

## Úřední jazyky EU

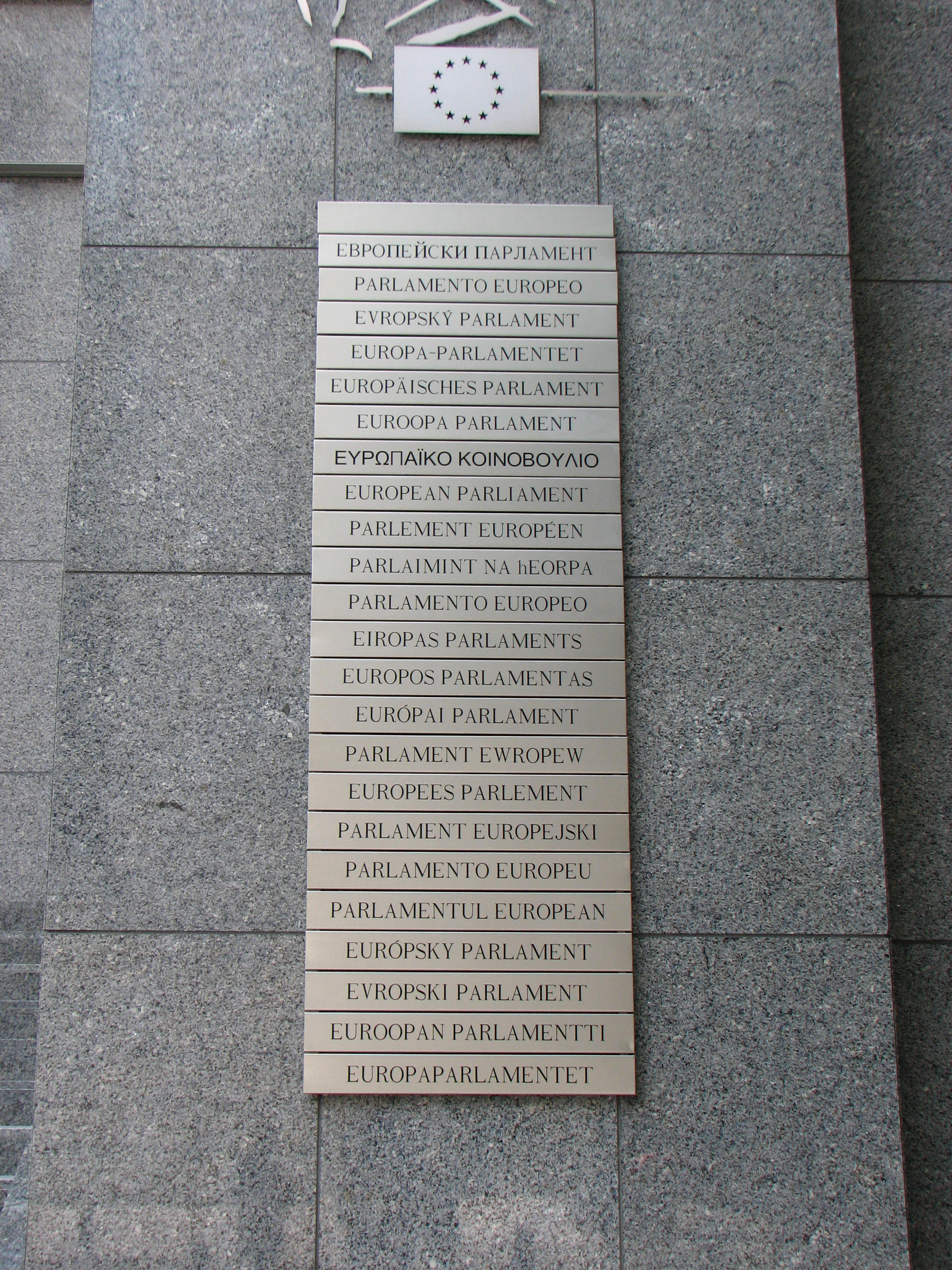
Tabule u vchodu do budovy Evropského parlamentu v Bruselu ve všech úředních jazycích používaných v Evropské unii.

Od 1. července 2013 jsou úředními jazyky Evropské unie, jak je stanoveno v poslední změně Nařízení č. 1 o užívání jazyků v Evropském hospodářském společenství z roku 1958, tyto jazyky:
| Jazyk         | Úřední v (de iure nebo de facto)    | Úřední v (de iure nebo de facto)      | Od   |
| Jazyk         | Na národní úrovni                   | Na regionální úrovni                  | Od   |
| ------------- | ----------------------------------- | ------------------------------------- | ---- |
| Angličtina    | Irsko Malta                         |                                       | 1973 |
| Bulharština   | Bulharsko                           |                                       | 2007 |
| Čeština       | Česko                               | Slovensko                             | 2004 |
| Dánština      | Dánsko                              | Německo                               | 1973 |
| Estonština    | Estonsko                            |                                       | 2004 |
| Finština      | Finsko                              | Švédsko                               | 1995 |
| Francouzština | Belgie Francie Lucembursko          | Itálie                                | 1958 |
| Chorvatština  | Chorvatsko                          | Rakousko                              | 2013 |
| Irština       | Irsko                               |                                       | 2007 |
| Italština     | Itálie                              | Chorvatsko Slovinsko                  | 1958 |
| Litevština    | Litva                               | Polsko                                | 2004 |
| Lotyština     | Lotyšsko                            |                                       | 2004 |
| Maďarština    | Maďarsko                            | Rakousko Rumunsko Slovensko Slovinsko | 2004 |
| Maltština     | Malta                               |                                       | 2004 |
| Němčina       | Belgie Lucembursko Německo Rakousko | Dánsko Itálie Polsko                  | 1958 |
| Nizozemština  | Belgie Nizozemsko                   |                                       | 1958 |
| Polština      | Polsko                              |                                       | 2004 |
| Portugalština | Portugalsko                         |                                       | 1986 |
| Rumunština    | Rumunsko                            |                                       | 2007 |
| Řečtina       | Kypr Řecko                          |                                       | 1981 |
| Slovenština   | Slovensko                           | Česko Maďarsko                        | 2004 |
| Slovinština   | Slovinsko                           | Itálie Maďarsko Rakousko              | 2004 |
| Španělština   | Španělsko                           |                                       | 1986 |
| Švédština     | Finsko Švédsko                      |                                       | 1995 |

Počet členských států převyšuje počet úředních jazyků, protože několik národních jazyků sdílejí dvě nebo více zemí EU. Nizozemština, angličtina, francouzština, němčina, řečtina a švédština jsou úředními jazyky na národní úrovni ve více zemích (viz tabulka výše). Chorvatština, čeština, dánština, maďarština, italština, slovenština a slovinština jsou navíc úředními jazyky na regionální úrovni.
Navíc ne všem národním jazykům byl přiznán status úředních jazyků EU. Patří mezi ně lucemburština, úřední jazyk Lucemburska od roku 1984, a turečtina, úřední jazyk Kypru.
Všechny jazyky EU jsou rovněž pracovními jazyky. Dokumenty, které členský stát nebo osoba podléhající jurisdikci členského státu zasílá orgánům Unie, mohou být vyhotoveny v kterémkoli z úředních jazyků vybraných odesílatelem. Odpověď je sepsána ve stejném jazyce. Předpisy a další dokumenty s obecnou působností jsou vypracovávány ve dvaceti čtyřech úředních jazycích. Úřední věstník Evropské unie je vydáván ve dvaceti čtyřech úředních jazycích.
Překlady jsou drahé. Podle webové stránky EU činily náklady na zachování mnohojazyčnosti evropských institucí - tj. náklady na překlad a tlumočení - v roce 2005 1 123 milionů EUR, což je 1 % ročního souhrnného rozpočtu Evropské unie, nebo jinak 2,28 EUR na osobu za rok.

### Jazykové rodiny

Rodokmen úředních jazyků EU

Drtivá většina jazyků EU patří do indoevropské jazykové rodiny: tři dominantní jazykové pod-rodiny jsou germánská, románská a slovanská. Ve střední a severní Evropě se mluví germánskými jazyky, mezi něž patří dánština, nizozemština, angličtina, němčina a švédština. Románskými jazyky se mluví v regionech západní a jižní Evropy; zahrnují francouzštinu, italštinu, portugalštinu, rumunštinu a španělštinu. Slovanskými jazyky se mluví ve střední Evropě a na Balkáně v jižní Evropě. Patří mezi ně bulharština, chorvatština, čeština, polština, slovenština a slovinština. Baltské jazyky, lotyština a litevština; keltské jazyky, včetně irštiny; a řečtina jsou také indoevropské jazyky.
Co se týče jazyků mimo indoevropskou jazykovou rodinu, estonština, finština a maďarština patří k uralským jazykům. Maltština je jediným afroasijským jazykem s úředním statusem v EU.

### Písemné systémy
Většina úředních jazyků EU používá latinku. Dvě výjimky jsou řečtina psaná řeckým písmem a bulharština psaná cyrilicí. Se vstupem Bulharska do Evropské unie dne 1. ledna 2007 se azbuka stala po latinském a řeckém písmu třetím oficiálním písmem Evropské unie.

### Předpisy specifické pro daný jazyk

#### Maltština
Ačkoli je maltština úředním jazykem, stanovila Rada od 1. května 2004 přechodné období v délce tří let, během nichž nebyly orgány povinny vypracovávat všechny dokumenty v maltštině. Bylo dohodnuto, že Rada může toto přechodné období prodloužit o další rok, ale rozhodlo se, že se tak nestane. Všechny nové dokumenty orgánů musely být od 30. dubna 2007 přijaty a zveřejněny v maltštině.

#### Jihoslovanské jazyky
Kvůli podobnostem mezi chorvatštinou, srbštinou, bosenštinou a černohorštinou se objevily neoficiální návrhy přijmout pouze jeden hybridní jazyk jako oficiální jazyk EU, na rozdíl od čtyř samostatných, aby se snížily náklady na překlad. Při jednáních s Chorvatskem však bylo dohodnuto, že chorvatština se stane samostatným úředním jazykem EU.

## Regionální, menšinové a jiné jazyky

### Ruština
Ačkoli není úředním jazykem Evropské unie, ruštinou se mluví ve všech členských státech, které byly součástí Sovětského svazu (a předtím Ruského impéria). Ruština je rodným jazykem přibližně 1,6 milionu pobaltských Rusů pobývajících v Lotyšsku, Estonsku a Litvě, stejně jako početné komunity přibližně 3,5 milionu lidí v Německu a je hlavním jazykem přistěhovalců jinde v EU, např. v Paříži a okolí. Ruštině rozumí také většina etnických Lotyšů, Estonců a Litevců narozených před rokem cca 1980, protože jako oficiální jazyk Sovětského svazu byl v těchto zemích během sovětské éry povinným školním předmětem. V menším měřítku toto platí i u starší generace v zemích EU, které bývaly součástí východního bloku, jako je například NDR.

### Jazyky přistěhovalců
V Německu a ve Francii je mnoho rusky mluvících přistěhovalců.
Mnoho přistěhovaleckých rodin už žije v EU po generace a jejich členové jsou bilingvní. To znamená, že mluví plynně jak místním, tak i mateřským jazykem.

### Vietnamština
Vietnamština je jedním ze 14 uznávaných menšinových jazyků v České republice.

## Znalost
| Oficiální jazyky | Mateřský jazyk | Druhý jazyk | Celkem |
| ---------------- | -------------- | ----------- | ------ |
| Angličtina       | 1 %            | 43 %        | 44 %   |
| Bulharština      | 2 %            | 0 %         | 2 %    |
| Čeština          | 2 %            | 1 %         | 3 %    |
| Dánština         | 1 %            | 0 %         | 1 %    |
| Estonština       | <1 %           | 0 %         | <1 %   |
| Finština         | 1 %            | 0 %         | 1 %    |
| Francouzština    | 14 %           | 16 %        | 30 %   |
| Chorvatština     | 1 %            | 0 %         | 1 %    |
| Irština          | <1 %           | 0 %         | <1 %   |
| Italština        | 15 %           | 3 %         | 18 %   |
| Litevština       | 1 %            | 0 %         | 1 %    |
| Lotyština        | <1 %           | 0 %         | <1 %   |
| Maďarština       | 3 %            | 0 %         | 3 %    |
| Maltština        | <1 %           | 0 %         | <1 %   |
| Němčina          | 20 %           | 16 %        | 36 %   |
| Nizozemština     | 5 %            | 1 %         | 6 %    |
| Polština         | 9 %            | 1 %         | 10 %   |
| Portugalština    | 2 %            | 1 %         | 3 %    |
| Rumunština       | 6 %            | 0 %         | 6 %    |
| Řečtina          | 2 %            | 1 %         | 3 %    |
| Slovenština      | 1 %            | 1 %         | 2 %    |
| Slovinština      | <1 %           | 0 %         | <1 %   |
| Španělština      | 9 %            | 8 %         | 17 %   |
| Švédština        | 2 %            | 1 %         | 3 %    |

| Neoficiální jazyky | Mateřský jazyk | Druhý jazyk | Celkem |
| ------------------ | -------------- | ----------- | ------ |
| Arabština          | 1 %            | 1 %         | 2 %    |
| Baskičtina         | <1 %           | 0 %         | <1 %   |
| Čínština           | <1 %           | 0 %         | <1 %   |
| Galicijština       | <1 %           | 0 %         | <1 %   |
| Hindština          | <1 %           | 0 %         | <1 %   |
| Katalánština       | 1 %            | 1 %         | 2 %    |
| Lucemburština      | <1 %           | 0 %         | <1 %   |
| Ruština            | 1 %            | 5 %         | 6 %    |
| Tamilština         | 1 %            | 0 %         | 1 %    |
| Turečtina          | 1 %            | 0 %         | 1 %    |
| Urdština           | <1 %           | 0 %         | <1 %   |
| Ostatní            | 2 %            | 3 %         | 5 %    |

## Pracovní jazyky

### Evropská komise
Zatímco dokumenty pro občany a komunikace s nimi jsou ve všech úředních jazycích EU, každodenní práce v Evropské komisi je založena na jejích třech pracovních jazycích: angličtině, francouzštině a němčině. Z nich se nejčastěji používá angličtina a francouzština. Použití angličtiny nebo francouzštiny do značné míry závisí na jednotce nebo ředitelství. Pouze několik komisařů používá jako svůj pracovní jazyk jiný jazyk než angličtinu nebo francouzštinu. Němčina se v Komisi používá jako pracovní jazyk jen zřídka a německá média označila dominanci angličtiny a francouzštiny za diskriminaci němčiny (která je nejrozšířenějším mateřským jazykem EU) a porušení předpisů týkajících se pracovních jazyků EU. Německý Bundestag opakovaně žádal, aby němčina získala v Komisi rovnocenné postavení vedle angličtiny a francouzštiny. Jazyková situace zklamala také mnohé ve Francii a Kristalina Georgievová, která pochází z Bulharska, sklidila potlesk, když Evropskému parlamentu řekla, že se v Komisi bude učit francouzsky.
Používání němčiny se však v institucích EU zvyšuje, stejně jako počet lidí, kteří se v celé Evropě jazyk učí.

### Evropský parlament
Evropský parlament překládá svá jednání do všech úředních jazyků, aby jim europoslanci rozuměli lépe, než kdyby měli zpožděný překlad. Na schůzích výborů se často místo toho, aby poslouchali překlad, používá jazyk, kterému účastníci nejvíce rozumějí.

### Soudní dvůr
Pracovním jazykem Soudního dvora Evropské unie je francouzština. Soudci jednají ve francouzštině, spisy a písemná právní podání jsou překládána do francouzštiny a rozsudek je vypracováván ve francouzštině. Naproti tomu generální advokáti mohou pracovat a vypracovávat svá stanoviska v jakémkoli úředním jazyce, protože se neúčastní žádných jednání. Jejich práce jsou následně pro soudce přeloženy do francouzštiny.

### Evropská centrální banka
Pracovním jazykem Evropské centrální banky je angličtina.